# Miniserie
Eine Miniserie erzählt eine vollständige, in sich abgeschlossene Geschichte in mehreren getrennt gesendeten Episoden. Im Unterschied zu anderen Fernsehserien wird sie bereits als Ganzes konzipiert und die Episoden werden in der Regel auch zusammen abgedreht.

## Abgrenzung
Das Wort Miniserie ist vom amerikanischen Begriff miniseries (auch: mini-series) abgeleitet und steht für eine aus wenigen Folgen bestehende Fernsehserie oder einen mehrteiligen Fernsehfilm (auch: TV-Mehrteiler). Der Ausdruck verdrängt im Deutschen zunehmend die älteren, eigentlich genaueren Ausdrücke Zweiteiler, Dreiteiler usw.
Filmzyklen (engl.: double shooting) werden von Beginn der Produktion an als mehrteilige Geschichten geplant (es gibt allerdings Fälle wie die Hannibal-Lecter-Filme, die erst im Nachhinein eine Zyklus-Struktur annehmen). Die meisten zerlegen dabei eine umfassende Geschichte in sich abgeschlossene Teilgeschichten. Aber auch der Terminus Mehrteiler, der mit dem Begriff Miniserie weitgehend synonym ist, wird heute kaum mehr verwendet.
Eine Miniserie unterscheidet sich von einer laufenden Fernsehserie, die normalerweise nicht eine vorbestimmte Anzahl von Folgen hat und für mehrere Jahre in mehreren Staffeln fortgesetzt werden kann.
Zur Klärung beigetragen hat, dass die Hollywood Foreign Press Association 2014 die Golden-Globes-Regeln überarbeitet hat, die sich u. a. auf die Prämierung von Fernsehserien und Miniserien auswirken. Die größte Veränderung betrifft die Kategorie „Miniserie“ – jetzt „limitierte Serie“ genannt. Diese wird jetzt auf der Basis von Geschichte und Inhalt, nicht nach der Länge oder der Anzahl der Episoden definiert. Jede Produktion, deren Figuren und Handlung auf eine Staffel beschränkt sind, wird als Miniserie betrachtet. Die HBO-Serie True Detective wäre dann eine limitierte Serie, keine Drama-Serie (so noch die Einstufung beim Emmy-Award 2014). Mit anderen Worten, es spielt keine Rolle, ob eine Show acht, 13 oder 22 Episoden läuft. Maßgeblich ist der Inhalt, wenn es nach der HFPA geht. So kann man auch bei American Horror Story und Fargo die zweite Staffel verstehen, ohne die erste zu kennen – ein sicheres Indiz dafür, dass es sich um Miniserien („limited series“) handelt.
Vergleichbares gilt für die Regeln der Emmy-Verleihung: Die Academy of Television Arts & Sciences (Amerikanische Fernsehakademie) führte 2015 eine Debatte um die Abgrenzung von Drama, Serie und Miniserie und benannte die Kategorie Miniserie ebenfalls um in limitierte Serie (limited series) und markierte so den Unterschied zwischen Serie und Miniserie deutlicher: eine Miniserie (limited series) wird definiert als Produktion von zwei oder mehr Episoden mit einer Gesamtlaufzeit von mindestens 150 Programm-Minuten, die eine vollständige, sich nicht wiederholende Geschichte erzählt und deren Handlung sich nicht über mehrere Staffeln erstreckt und/oder die gleichen Hauptfiguren in weiteren Staffeln einsetzt.

## Geschichte

### USA
Aufgekommen ist der Begriff miniseries in den Vereinigten Staaten spätestens in den 1960er Jahren im Zusammenhang mit der vom Sender ABC ausgestrahlten Fernsehdokumentation The Rise and Fall of the Third Reich, die als miniseries beworben wurde. Populärer ist dieser Begriff anschließend durch die Produktion Rich Man, Poor Man (ABC, 1976, 720 Min.), dt. Reich und Arm, geworden. Als erfolgreichster Fernsehmehrteiler aus den ersten Jahren der Geschichte der Miniserie gilt die 8-teilige Fernsehserie Roots (1977, 720 Min.).
Etwa ab dem Jahr 2000 kam es zu einem Boom der Miniserien, der bis heute anhält. Einige Beispiele (ohne Anspruch auf Vollständigkeit): The Corner (2000, 376 Min.), Band of Brothers – Wir waren wie Brüder (2001, 603 Min.), Traffic – Macht des Kartells (2004, 260 Min.), Die Schattenmacht – The State Within (2006, 258 Min.), John Adams – Freiheit für Amerika (2008, 482 Min.), The Pacific (2010, 600 Min.), Die Kennedys (2011, 360 Min.), Mildred Pierce (2011, 336 Min.), Parade’s End – Der letzte Gentleman (2012, 300 Min.), Top of the Lake (2013, 350 Min.), Mein Name ist Fleming. Ian Fleming (2013, 180 Min.), Olive Kitteridge (2014, 230 Min.), True Detective (2014 und 2015, je 480 Min.), Fargo (2014 und 2015, je 540 Min.).

### Deutschland
Überaus erfolgreiche Miniserien (bevor es den Begriff gab) waren in Deutschland in den 1960ern TV-Krimi-Produktionen in Schwarzweiß wie der damalige „Straßenfeger“ Das Halstuch (1962), ein Sechsteiler nach Francis Durbridge, oder der Dreiteiler Die Gentlemen bitten zur Kasse (1966) über den großen englischen Postzugraub. Später kamen Abenteuervierteiler des ZDF dazu, die gerne in der Advents- oder Weihnachtszeit ausgestrahlt wurden, wie Die Schatzinsel, Michael Strogoff oder Der Seewolf.
Auch international erfolgreich wurden Wolfgang Petersens Das Boot (ARD, 1985, 309 Min.), Dieter Wedels Mehrteiler Der große Bellheim, Der Schattenmann u. a., Die Manns – Ein Jahrhundertroman (Bavaria/WDR/NDR/ARTE, 2001, 312 Min.) und Unsere Mütter, unsere Väter (ZDF, 2013, 270 Min.), ausgezeichnet mit dem Emmy-Award 2014.